# Neotrichoporoides radius
Neotrichoporoides radius är en stekelart som först beskrevs av Girault 1915.  Neotrichoporoides radius ingår i släktet Neotrichoporoides och familjen finglanssteklar. Inga underarter finns listade i Catalogue of Life.